# Leptorhabdium illyricum
Leptorhabdium illyricum är en skalbaggsart som först beskrevs av Ernst Gustav Kraatz 1870.  Leptorhabdium illyricum ingår i släktet Leptorhabdium och familjen långhorningar. Inga underarter finns listade i Catalogue of Life.